# Mae Boren Axton
Mae Boren Axton (14. září 1914 Bardwell, Texas – 9. dubna 1997 Hendersonville, Tennessee) byla americká hudební skladatelka. Spolu s Tommym Durdenem napsala hit Elvise Presleyho „Heartbreak Hotel“. Spolupracovala rovněž s dalšími umělci, jako jsou Mel Tillis, Reba McEntire, Willie Nelson, Eddy Arnold, Tanya Tucker, Johnny Tillotson a Blake Shelton. Je sestrou politika Lyle Borena.